# Memories (film, 2004)
Pour les articles homonymes, voir Memories.
Pour plus de détails, voir Fiche technique et Distribution.
Memories (The I Inside) est un thriller psychologique américain réalisé par Roland Suso Richter, sorti en 2004.

## Synopsis
Simon Cable se réveille amnésique à l'hôpital sans aucun souvenir de ses deux dernières années. Soupçonné d'un meurtre et impliqué dans un accident l'ayant conduit dans cet établissement, il est assailli de visions pouvant représenter son passé. Sa mémoire lui revient ainsi peu à peu par fragments mais pas forcément dans le bon ordre. Il tente de reconstituer son passé pour prouver son innocence mais s'interroge sur sa propre culpabilité dans ce qu'on lui reproche.

## Fiche technique
- Titre original : The I Inside
- Titre français : Mémoires
- Réalisation : Roland Suso Richter
- Scénario : Michael Cooney, d'après sa pièce de théâtre Point of Death
- Production : Rudy Cohen et Mark Damon
- Musique : Nicholas Pike
- Photographie : Martin Langer
- Montage : Chris Blunden et Jonathan Rudd
- Distribution : SND
- Pays d'origine : États-Unis, Royaume-Uni
- Langue : Anglais
- Format : Couleurs - 2,35:1 - Dolby Digital - 35 mm
- Genre : Thriller
- Durée : 90 minutes
- Dates de sortie : 15 janvier 2004 (États-Unis), 10 novembre 2004 (France)

## Distribution
- Ryan Phillippe (VF : Damien Witecka) : Simon Cable
- Sarah Polley (VF : Laura Préjean) : Clair
- Piper Perabo (VF : Marjorie Frantz) : Anna
- Robert Sean Leonard (VF : Thierry Kazazian) : Peter Cable
- Stephen Rea (VF : Yves Fabrice) : Dr Newman
- Stephen Lang (VF : Patrick Raynal) : M. Travitt
- Peter Egan (VF : Jean-Pierre Moulin) : Dr Truman
- Stephen Graham : Travis
- Rakie Ayola (VF : Annie Milon) : Clayton, l'infirmière

 Source et légende : version française (VF) sur RS Doublage